# Торронтес

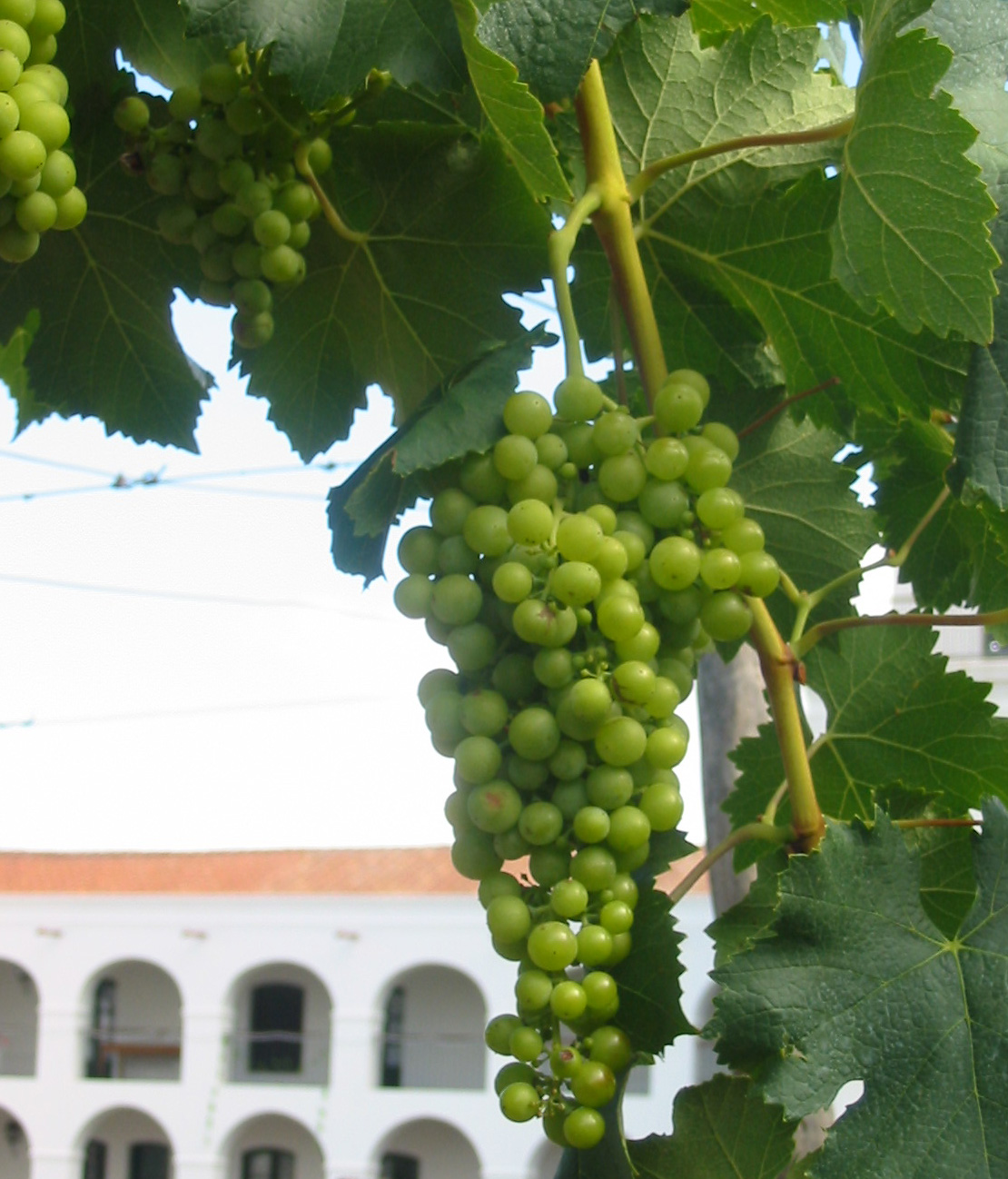
Гроно торронтесу

Торронте́с (ісп. Torrontés) — білий сорт винограду, підвид виду виноград культурний (Vitis vinifera), який використовується для виготовлення однойменного білого вина. Вирощується переважно в Аргентині.

## Різновиди
Торронтес в Аргентині поділяють на три підвиди: торронтес ріохано (ісп. Torrontés Riojano), торронтес санхуаніно (ісп. Torrontés Sanjuanino) і торронтес мендосіно (ісп. Torrontés Mendocino). Торронтес ріохано є найпоширенішим і найякіснішим, тому зазвичай вино торронтес роблять саме з нього і часто вживають назву торонтес, маючи на увазі торронтес ріохано.
Усі три підвиди досить схожі між собою, але мають деякі відмінності. Ріохано і санхуаніно зазвичай мають великі нещільні грона блідого відтінку, тоді як мендосіно має менші щільніші грона темно-жовтого кольору. Торронтес ріохано є найароматнішим серед цих трьох різновидів, його запах нагадує мускат і ґевюрцтрамінер.
Усі три різновиди сорту були виведені в Америці з європейських сортів Vitis vinifera.
За площею насаджень в Аргентині найпоширенішим є торронтес ріохано, другим — торронтес санхуаніно, третім — торронтес мендосіно На 2015 рік виноградники сорту торронтес мають таку площу (у га):
| Різновид             | Аргентина загалом | Мендоса | Сан-Хуан | Ла-Ріоха | Катамарка | Ріо-Негро | Сальта | Кордова | Неукен | Тукуман | Ла-Пампа |
| -------------------- | ----------------- | ------- | -------- | -------- | --------- | --------- | ------ | ------- | ------ | ------- | -------- |
| Торронтес мендосіно  | 655               | 203     | 358      | 0        | 0         | 92        | 0      | 0       | 2      | 0       | 0        |
| Торронтес ріохано    | 8221              | 3776    | 885      | 2163     | 330       | 72        | 945    | 15      | 13     | 20      | 3        |
| Торронтес санхуаніно | 1923              | 180     | 1671     | 6        | 0         | 65        | 0      | 0       | 0      | 0       | 0        |

## Походження та історія сорту

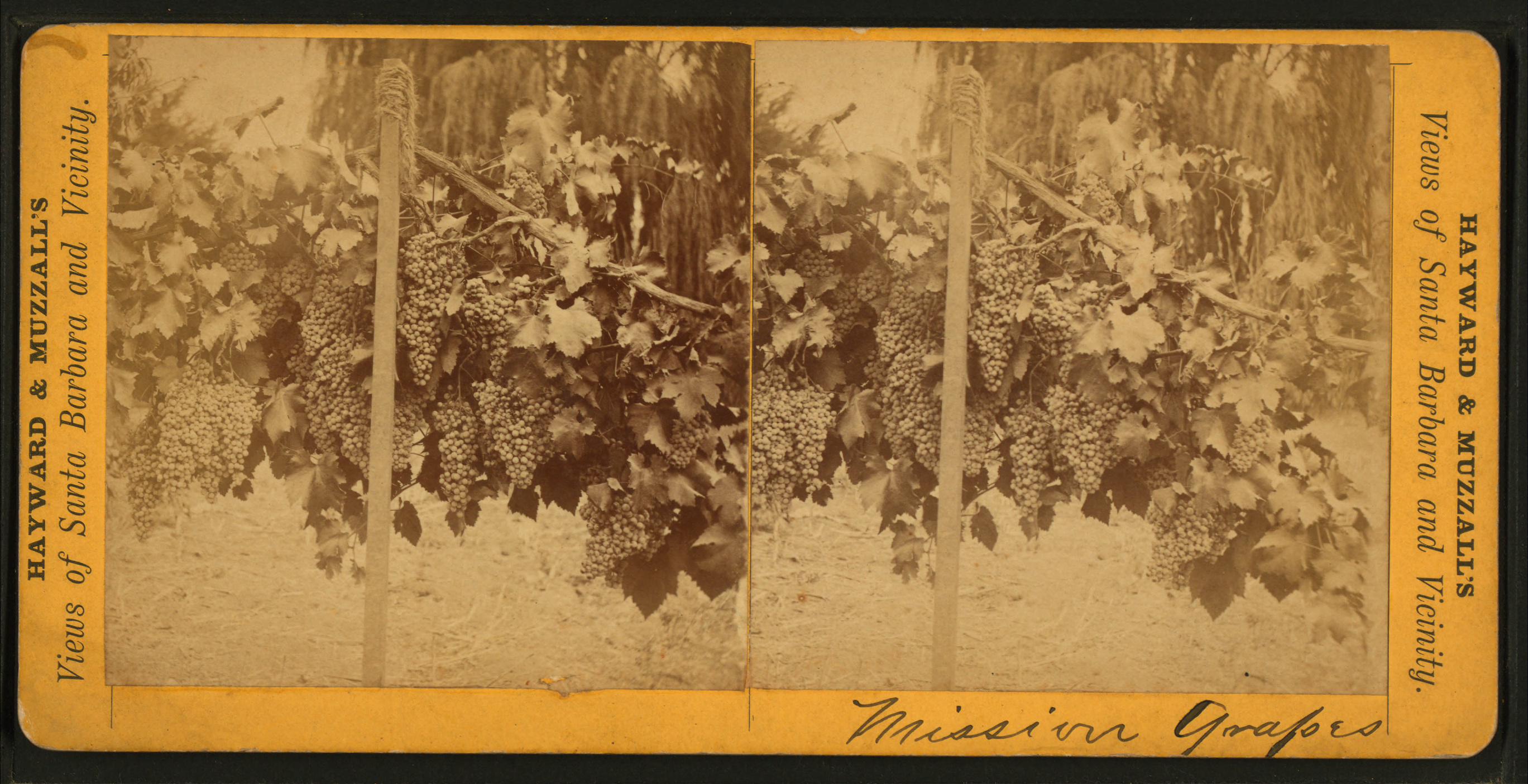
Сорт місьйон — один з батьків торронтеса

Впродовж довгого часу вважалося, що південноамериканський торронтес походить з іспанської Галісії від сорту альбільйо (також відомий під назвою торрантес), який було завезено до Америки мігрантами. Нещодавні дослідження методом генетичного фінґерпринтингу виявили, що різновиди торронтес ріохано і санхуаніно є різними результатами схрещування між сортами місьйон і мускат александрійський. Торронтес мендосіно є гібридом муската александрійського та невстановленого сорту винограду. Отже, попри схожість назви, аргентинський торронтес не є родичем іспанського сорту та, швидше за все, був виведений вже на американському континенті.
Коли саме було виведено сорт торронтес і коли його почали вирощувати достеменно невідомо. Перша згадка про цей сорт в Аргентині датується 1860 роком. Є причини вважати, що сорт з'явився у Мендосі, звідки поширився по навколишній місцевості завдяки єзуїтам, які активно вирощували цей сорт винограду.
Впродовж всієї історії виноробства в Аргентині торронтес поступався популярністю білим сортам Педро Хіменес і треббіано, не кажучи вже про червоні сорти винограду. Але на початку XXI ст. торронтес став найпопулярнішим білим сортом винограду в Аргентині й продовжує ним бути.

## Регіони вирощування

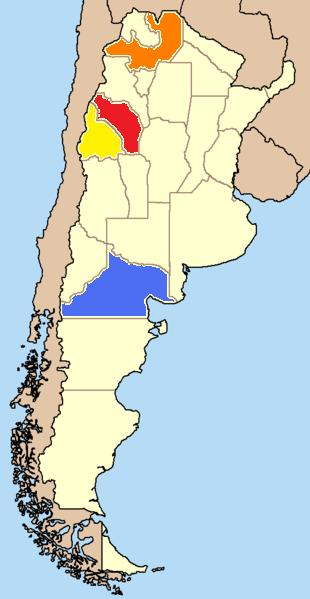
Провінції Аргентини, де вирощується торронтес. Торронтес ріохано найпоширеніший у провінціях Ла-Ріоха (червоний колір) і Сальта (помаранчевий). Торронтес санхуаніно поширений у провінції Сан-Хуан (жовтий), а торронтес мендосіно — у Ріо-Негро (синій)

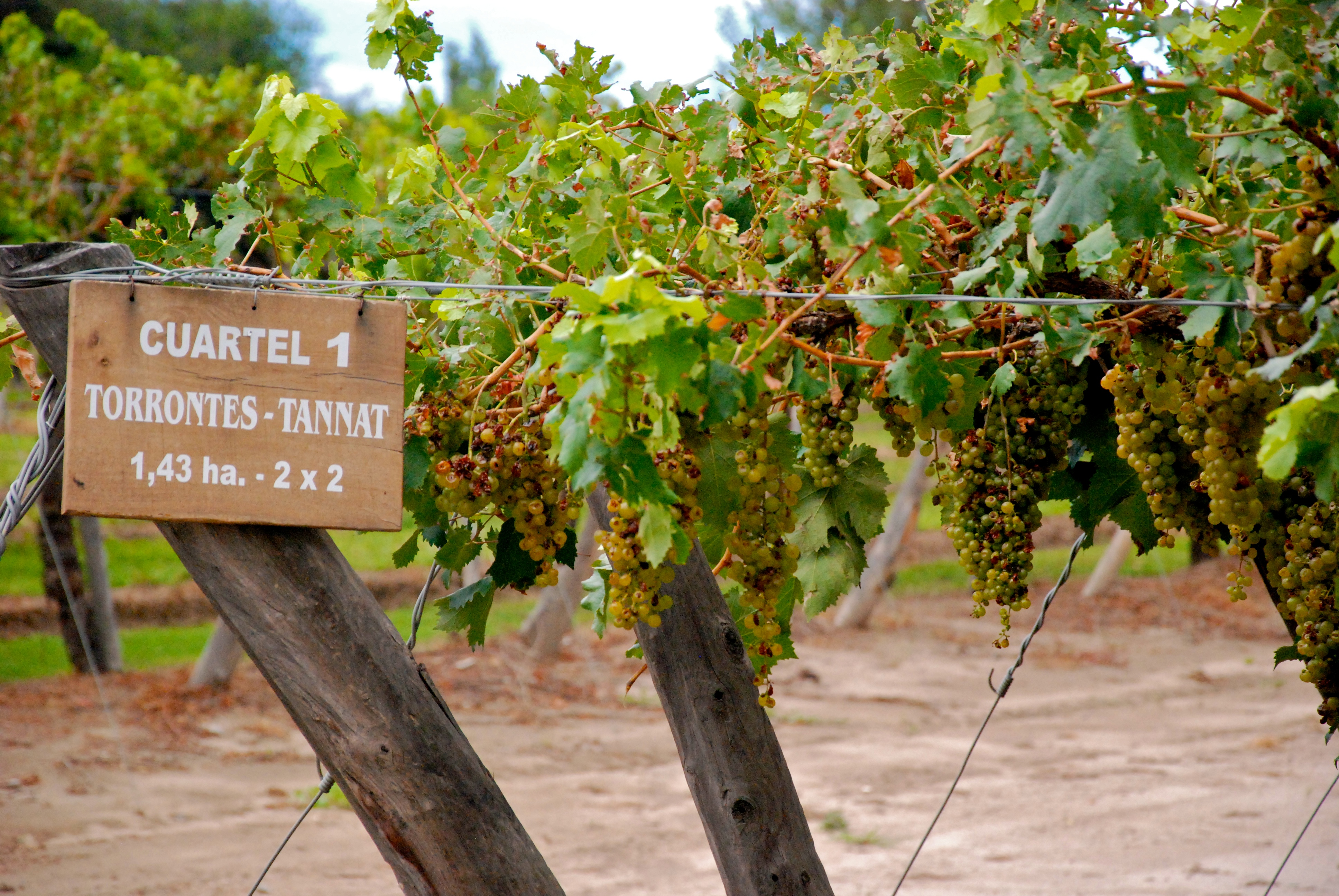
Вирощування торронтесу у Кафаяте

Основні регіони вирощування сорту торронтес в Аргентині знаходяться на північному заході країни. Торронтес ріохано найпоширеніший у провінціях Ла-Ріоха і Сальта. У Ла-Ріосі торронтес є загалом найпопулярнішим сортом винограду. У провінції Сальта торронтес росте на високогір'ї на піщаних ґрунтах у холодних, сухих і вітряних умовах. У долинах Кальчакі сорт вирощується на висоті понад 1700 м над рівнем моря, подекуди 3000 м над рівнем моря. Через суворі умови вирощування виноград отримує високу кислотність і виразний аромат.
Торронтес санхуаніно вирощується у посушливій провінції Сан-Хуан, а торронтес мендосіно — у Ріо-Негро.
Долина Фаматіна має статус D.O.С. для сорту торронтес.

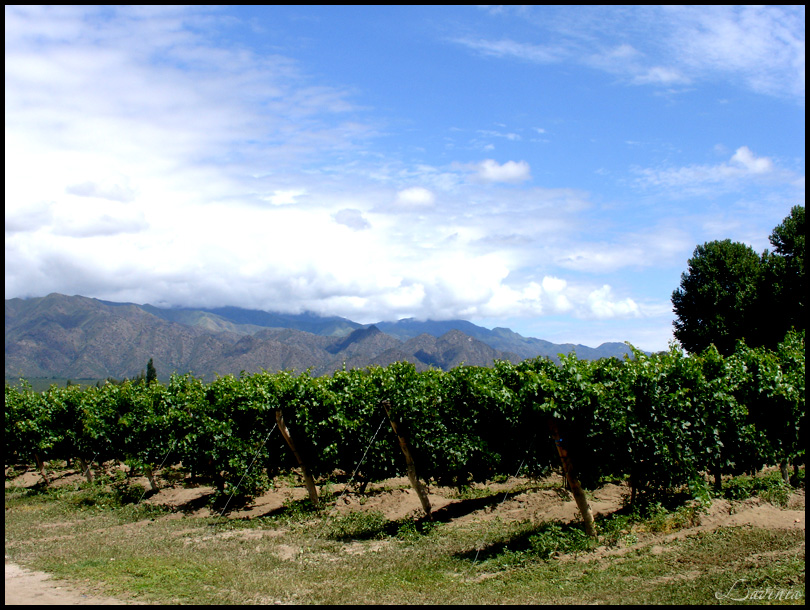
Виноградники сорту торронтес

Врожай винограду сорту торронтес в Аргентині 2015 року склав 1 125 884 т (4,81 % врожаю загалом). Площа виноградників — 10 тис. га (3,66 % загальної площі виноградників в країні). Площі виноградників сорту торронтес не зменшується, оскільки стабільно великий експорт аргентинського вина з цього винограду, на яке є попит в США і Великій Британії. Обсяги експорту торронтеса 2015 року склали 65 231 гол (2,92 % загального експорту аргентинського вина).
На 2015 рік торронтес займає 27 % площ посадок серед білих сортів винограду в Аргентині, з нього робиться майже 25 % усього білого аргентинського вина високої енологічної якості.
За межами Аргентини торронтес вирощується також у Чилі і Самаїпаті (Болівія)

## Вино

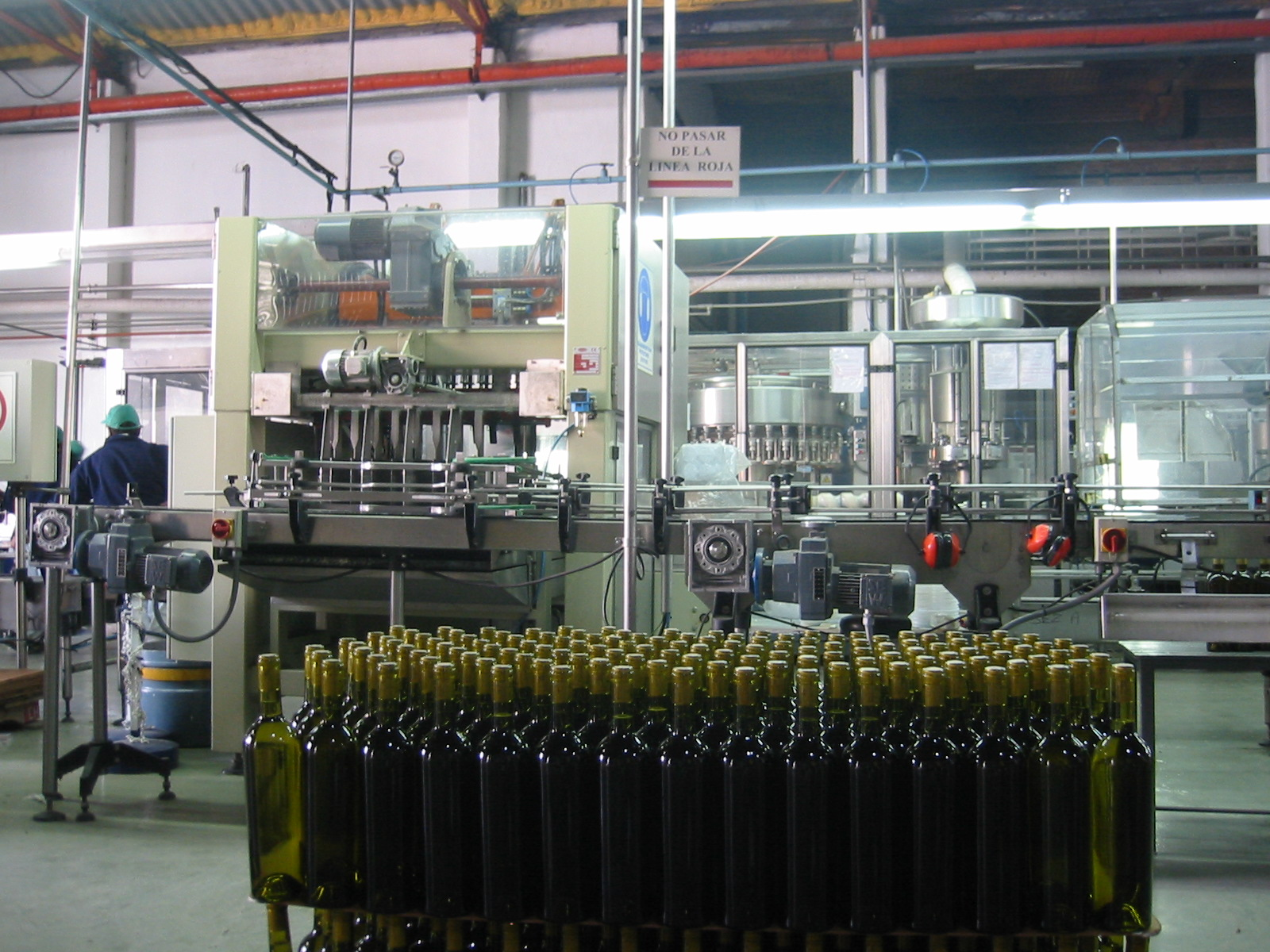
Лінія по розливу торронтеса

З винограду сорту торронтес виробляють білі вина зі свіжим букетом, помірною кислотністю, м'яким смаком з нотами аромату персика й абрикоса.
Винний критик Дженсіс Робінсон вважає, що з сорту торронтес можна робити вина високої якості, але успіх цілком залежить від уміння і старанності винороба, щоб зберегти кислотність на прийнятному рівні й не порушити баланс вина. Якісний торронтес, на думку Робінсон, легкий, з високою кислотністю та виразним ароматом, схожим на мускат. Погано виготовлений торронтес гіркий та занадто спиртуозний. Винний критик Оз Кларк вважає, що торронтес часто буває схожим на ґевюрцтрамінер з легкими нотами спецій і квітковим букетом. Він також відзначає, що торронтес погано переносить тривалу витримку, тому його часто вживають впродовж року після вінтажу.

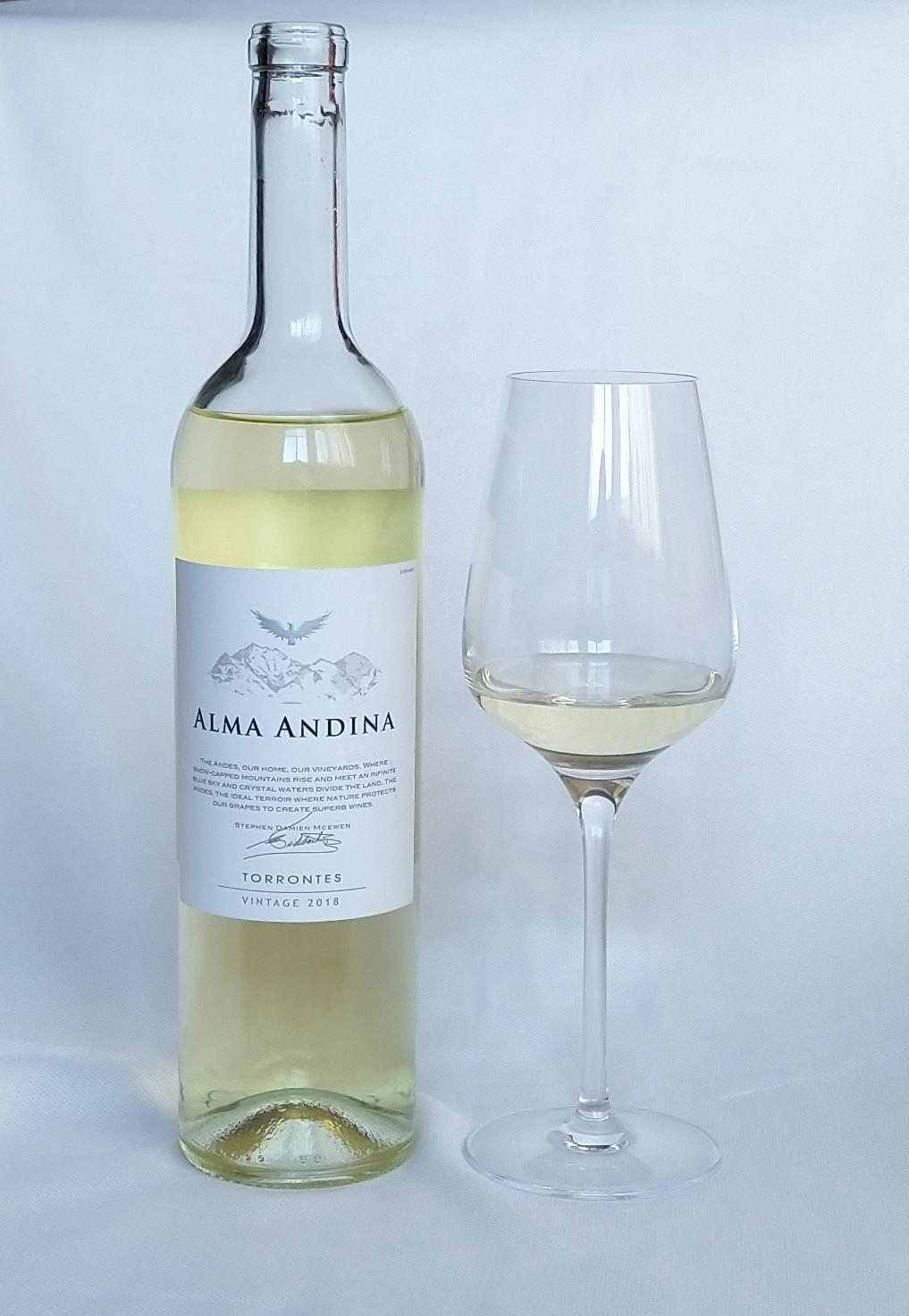
Вино з винограду торронтес

Торронтес добре підходить для освіжаючого аперитиву перед їжею, але він також гарно поєднується зі стравами з риби й морепродуктів, пряними стравами індійської, китайської і тайської кухні.

## Синоніми
Аргентинські різновиди торронтеса відомі під такими синонімами:
- торронтес ріохано відомий також як мальвазія, торронтель, торронтель ріохано[5]
- торронтес санхуаніно відомий також як москатель романо, москатель санхуаніно, торронтель[6]
- торронтес мендосіно відомий також як чічера, лока бланка, пале, торронтель, ува чічера[7]

У Чилі сорт також відомий під назвами торонтель і москатель австрійський.